# Erupció ignimbrítica de la Campània
L'erupció ignimbrítica de la Campània fou una gran erupció volcànica amb un índex d'explosivitat volcànica de 7 que es produí a la Mediterrània a la darreria del Quaternari Ha estat imputada al volcà Archiflegreo, una caldera de 12 × 15 km dels Camps Flegreus, a 20 km a l'oest del Vesuvi, sota els suburbis occidentals de la ciutat de Nàpols i el golf de Pozzuoli, a Itàlia. Les estimacions de la data i magnitud de l'erupció (o erupcions) i del volum de les ejeccions han variat considerablement al llarg dels segles que fa que hom estudia el lloc. El mateix es pot dir de la majoria dels esdeveniments volcànics significatius originats a la plana de la Campània, una de les estructures volcàniques més complexes del món. Tanmateix, la recerca continuada, els avenços metodològics i l'acumulació de dades vulcanològiques, geocronològiques i geoquímiques han millorat la precisió de les dades.
Els resultats més recents obtinguts mitjançant datació per radiocarboni i datació per argó-argó són, respectivament, de 39.220-39.705 anys enrere i de 39.850 ± 140 anys enrere (en ambdós casos, anys de calendari). El volum de l'erupció, expressat en equivalent de roca densa, va des de 181 fins a 265 km³, i dispersà tefra per una superfície aproximada de 3.000.000 km², generalment designat horitzó de cendra Y-5. La precisió d'aquestes xifres és important per als geòlegs marins, els climatòlegs, els paleontòlegs, els paleoantropòlegs i els investigadors en disciplines afins perquè l'esdeveniment coincideix amb tot un seguit de fenòmens globals i locals, com ara discontinuïtats molt esteses en seqüències arqueològiques, oscil·lacions climàtiques i canvis bioculturals.